# 횡성 읍하리 석불좌상
횡성 읍하리 석불좌상(橫城 邑下里 石佛坐像)은 대한민국 강원특별자치도 횡성군 횡성읍 읍하리 횡성군청에 있는, 고려 시대에 만들어진 불상이다. 강원특별자치도의 유형문화재 제22호로 지정되었다.

## 개요
원래 강원도 횡성군 공근면 상동리의 절터에 있던 것을 일제시대에 지금의 위치로 옮겨온 것으로 불신, 대좌(臺座), 광배(光背)를 모두 갖추고 있는 거의 완전한 상태의 석불좌상이다.
머리에는 작은 소라 모양의 머리칼을 붙여 놓았으며, 그 위로는 작은 상투 모양의 머리묶음이 솟아있다. 옷은 양 어깨를 감싸고 있는데 얇고 부드럽게 조각하였고, 옷주름은 아주 자연스럽게 온몸을 감싸면서 무릎까지 덮고 있다. 양 손은 가슴에 모아 오른손으로 왼손 검지를 잡고 있으나 손끝이 모두 파손되고 손가락이 없어졌다. 손모양으로 보아서는 비로자나불을 형상화한 것으로 보인다.
대좌는 상·중·하대석이 모두 4각형으로서 아주 드문 예이다. 상대석에는 8개의 연꽃잎을 조각하고 중대석의 각면에는 안상(眼象)을 새겼다. 하대석에는 8개의 연꽃잎을 조각하였고, 그 아래 지대석에는 한면에 3개씩의 안상을 음각하여 놓았다.
광배는 배(舟)모양이며 윗 부분이 약간 파손되었다. 가장자리에는 구름무늬와 불꽃무늬가 섬세하게 장식되었고, 머리광배에는 연꽃무늬와 상상의 꽃인 보상화무늬가 조각되었다. 머리광배의 오른쪽과 왼쪽 위에 작은 부처를 배치하였는데 맨 꼭대기에도 있었을 것으로 보인다.
이 불상은 조각 솜씨가 뛰어나고 대좌가 4각형을 기본으로 한 작품으로서 각 부분의 수법으로 볼 때 고려 초기에 만들어진 것으로 추정된다.

## 참고 자료
- 읍하리석불좌상 - 국가유산청 국가유산포털
- 이 문서에는 다음커뮤니케이션(현 카카오)에서 GFDL 또는 CC-SA 라이선스로 배포한 글로벌 세계대백과사전의 내용을 기초로 작성된 글이 포함되어 있습니다.